# Villa de Stevka Milićević
La villa de Stevka Milićević (en serbe cyrillique : Вила Стевке Милићевић ; en serbe latin : Vila Stevke Milićević) est située à Belgrade, la capitale de la Serbie, dans la municipalité urbaine de Savski venac. Construite en 1929 et 1930, elle est inscrite sur la liste des biens culturels de la ville de Belgrade.

## Présentation
La villa, située 54 rue Užička, a été construite en 1929 et 1930 par les frères Petar et Branko Krstić ; elle se trouve dans un jardin paysagé, dans le quartier de Dedinje. Elle a été dessinée dans un style moderne, avec des réminiscences académiques. L'intérieur est traditionnel, avec une séparation fonctionnelle entre les parties réservées à la réception et aux appartements privés, situés au rez-de-chaussée et au premier étage, les fonctions de service étant réservées au sous-sol à demi enterré.
L'aspect moderne de la maison est lié à l'idée, sous-jacente, d'asymétrie. Par son architecture, la maison constitue l'un des premiers exemples de l'architecture moderniste à Belgrade. Elle constitue également une étape importante dans l'œuvre des frères Krstić.